# Álex Ubago
Álex Ubago (* 29. Januar 1981 in Vitoria-Gasteiz; geboren als Alejandro Martínez de Ubago Rodríguez) ist ein baskischer Sänger und Songwriter.

## Leben und Wirken
Im Alter von vier Jahren zog Ubago mit seinen Eltern nach San Sebastián, wo er heute noch lebt. Seine professionelle Gesangskarriere begann mit 14 Jahren, als ihn der Manager Íñigo Argómaniz entdeckte und im Jahr 2000 zu einem Vertrag mit dem spanischen Musikproduzenten Jesús Gómez verhalf.
Álex hat Betriebswirtschaftslehre studiert, aber letztlich nicht beendet. Er spielt Gitarre und Klavier und gilt als guter Billardspieler.
Im September 2000 erschien Ubagos erstes Album ¿Qué pides tú? (dt.: Was verlangst du?), das sich in den spanischsprachigen Ländern gut verkaufte. Über 700.000 Exemplare wurden verkauft und das Album daraufhin sieben Mal mit Platin ausgezeichnet. Die Liebesballade "Sin miedo a nada" (dt.: Keine Angst vor nichts) wurde von der Internetseite los40.com zum schönsten Liebeslied aller Zeiten gewählt.
Mit seinem zweiten Album "Fantasía o Realidad" (dt.: Fantasie oder Realität), welches etwa zwei Jahre später erschien, konnte Ubago an seinen Erfolg anknüpfen und ging auf europaweite Tournee.
Nach drei Jahren, in denen er keine neuen Lieder veröffentlichte, aber weltweit Konzerte gab und Live-Alben produzierte, erschien im Sommer 2006 sein neues Album "Aviones de cristal" (dt.: Glasflugzeuge).
Im Juli 2007 war er Finalist beim "Orgullosamente Latino" in drei Kategorien: Bestes Album (Aviones de cristal), Bestes Lied und Bester Videoclip (Viajar Contigo), gewann aber letztlich doch keinen Preis.
Im März 2009 veröffentlicht er sein fünftes Studioalbum Calle Ilusión, das in Spanien auf Platz acht der Albumcharts einstieg.
Zur Vermarktung seines Albums reiste er ebenfalls nach Lateinamerika und in die USA.

## Diskografie

### Alben
- 2001: ¿Qué pides tú?
- 2003: 21 meses, 1 semana y 2 dias
- 2003: Fantasía o realidad
- 2004: Álex Ubago: En directo
- 2006: Aviones de cristal
- 2007: Siempre en mi mente
- 2009: Calle ilusión
- 2012: Mentiras sinceras
- 2017: Canciones impuntuales
- 2022: 20 años
- 2024: Galerna

### Singles
- 2009: Me arrepiento
- 2009: Aunque no te pueda ver (US: Gold)
- 2012: Ella vive en mí
- 2014: Sin miedo a nada (feat. Amaia Montero, ES: Platin)
- 2021: A Gritos de Esperanza (feat. Jesús Navarro, ES: Gold)

## Auszeichnungen für Musikverkäufe
| Goldene Schallplatte - Argentinien - 2004: für das Album Fantasía o realidad - Mexiko - 2006: für das Album Aviones de cristal Platin-Schallplatte - Argentinien - 2003: für das Album ¿Qué pides tú? - Europa - 2007: für das Album ¿Qué pides tú? - Vereinigte Staaten - 2004: für das Album Fantasía o realidad (Latin) | 3× Goldene Schallplatte - Mexiko - 2004: für das Album Fantasía o realidad 2× Platin-Schallplatte - Mexiko - 2004: für das Album ¿Qué pides tú? |

Anmerkung: Auszeichnungen in Ländern aus den Charttabellen bzw. Chartboxen sind in ebendiesen zu finden.
| Land/RegionAuszeichnungen für Musikverkäufe (Land/Region, Auszeichnungen, Verkäufe, Quellen) | Gold     | Platin       | Verkäufe    | Quellen             |
| -------------------------------------------------------------------------------------------- | -------- | ------------ | ----------- | ------------------- |
| Argentinien (CAPIF)                                                                          | Gold1    | Platin1      | 60.000      | capif.org.ar AR2    |
| Europa (IFPI)                                                                                | —        | Platin1      | (1.000.000) | ifpi.org            |
| Mexiko (AMPROFON)                                                                            | 2× Gold2 | 3× Platin3   | 400.000     | amprofon.com.mx     |
| Spanien (Promusicae)                                                                         | 3× Gold3 | 13× Platin13 | 2.570.000   | elportaldemusica.es |
| Vereinigte Staaten (RIAA)                                                                    | —        | Platin1      | 60.000      | riaa.com            |
| Insgesamt                                                                                    | 6× Gold6 | 19× Platin19 |             |                     |